# Tatsumi (pel·lícula)
Tatsumi és una pel·lícula dramàtica d'animació de Singapur en japonès de 2011 dirigida per Eric Khoo. Es basa en les memòries del manga A Drifting Life i cinc històries curtes anteriors de l'artista de manga japonès Yoshihiro Tatsumi. La pel·lícula és una producció de Singapur amb diàlegs japonesos i es va animar a Indonèsia.
La pel·lícula es va estrenar a la secció Un Certain Regard al 64è Festival Internacional de Cinema de Canes el 17 de maig de 2011. Més tard va fer el seu debut a la taquilla de Singapur el 15 de setembre de 2011. La pel·lícula va ser seleccionada com a entrada de Singapur per la Millor pel·lícula en llengua estrangera als Premis Oscar de 2011, però no va entrar a la llista final. Tamb é va guanyar el Premi Gertie al millor llargmetratge d'animació al XLIV Festival Internacional de Cinema Fantàstic de Catalunya.

## Argument
La pel·lícula segueix la carrera de Yoshihiro Tatsumi, quan comença a treballar com a dibuixant de còmics al Japó ocupat després de la guerra, coneix el seu ídol Osamu Tezuka i inventa la gekiga, gènere de còmics japonesos per a adults. Entrellaçats amb el material biogràfic hi ha segments basats en els contes de Tatsumi "Hell", "Beloved Monkey", "Just a Man", "Good-Bye" i "Occupied".

## Repartiment de veu
- Tetsuya Bessho
- Yoshihiro Tatsumi

## Producció

### Desenvolupament
El director de Singapur Eric Khoo, que abans feia exclusivament pel·lícules d'imatge real però que té un passat com a dibuixant de còmics, va conèixer per primera vegada les obres de Yoshihiro Tatsumi durant el seu servei militar, i diu que immediatament fou impactat per la tristesa i la bellesa de les històries. Quan el manga autobiogràfic de 840 pàgines de Tatsumi, A Drifting Life, es va publicar a Singapur el 2009, Khoo es va adonar que Tatsumi encara era viu i volia retre-li homenatge. Khoo va visitar Tatsumi al Japó l'octubre de 2009 i va rebre el permís per adaptar l'obra al cinema. La producció va ser dirigida per l'empresa de Singapur de Khoo, Zhao Wei Films. El pressupost de la pel·lícula corresponia a 800.000 dòlars EUA.
L'estil visual i els storyboards de la pel·lícula es van mantenir estretament amb els dibuixos originals de Tatsumi. Khoo va dir: "Ja veus, a Tatsumi li encanta el cinema, i quan va crear aquest nou moviment de còmics utilitzant tires amb personatges reals, en comptes de la convenció de manga de quatre panells, va produir obres que són com guions per a una pel·lícula. Tot el que necessitem fer-ho és estirar-los a un format de pantalla ampla i donar-los diversos plans, com capes, perquè hi hagi més profunditat i una nova veu."

### Càsting i personal
El mateix Tatsumi va participar en el projecte i va supervisar els detalls per garantir l'autenticitat, a més de proporcionar la narració dels segments biogràfics. Altres veus destacades van ser interpretades per l'actor teatral japonès Tetsuya Bessho. Els personatges menors van ser interpretats per aficionats de la minoria japonesa de Singapur. Les persones amb arrels a Osaka van ser buscades específicament, i Tatsumi va instruir als actors com parlar el dialecte d'Osaka dels anys 50.

### Producció principal
El treball d'animació va començar el març de 2010 a Infinite Frameworks Studios a Batam, Indonèsia. Involucrava un equip de 25 artistes que anteriorment havien treballat principalment en programes de redifusió.

### Música
El tema principal d'aquesta pel·lícula va ser composta pel llavors fill de 13 anys del director Eric Khoo, Christopher. Christopher va compondre un total de 3 composicions musicals per a la pel·lícula.

## Recepció crítica
En una ressenya escrita al 64è Festival Internacional de Cinema de Canes, el Hollywood Reporter va dir que la pel·lícula "evidencia un estat d'ànim que és indescriptiblement trist, però indescriptiblement bell", però va afegir que "el tema sinistre i decididament adult pot importar reduir la seva comercialització generalitzada". La revisora també va elogiar les tres composicions musicals, que va sentir que "prestaven als segments biogràfics un timbre dolçament trist". La revisora. també va dir que "el poder intransigent i destrossador de les històries, (va fer) que el relat de la vida de Tatsumi semblés menys atractiu."